# Aphis pawneepae
Aphis pawneepae är en insektsart som beskrevs av Hottes 1934. Aphis pawneepae ingår i släktet Aphis och familjen långrörsbladlöss. Inga underarter finns listade i Catalogue of Life.